# Estancia (Ginastera)
Estancia op. 8 ist ein Ballett des argentinischen Komponisten Alberto Ginastera (1916–1983) in einem Akt und fünf Bildern. Die 1943 uraufgeführte viersätzige Ballett-Suite ist bis heute das bekannteste Werk Ginasteras.

## Entstehung und Uraufführung
Das Ballett Estancia wurde 1941 vom amerikanischen Impresario Lincoln Kirstein für die Truppe American Ballet Caravan bei Alberto Ginastera – dessen offizielles Opus 1 Panambì bereits eine Ballettmusik war – in Auftrag gegeben. Als Choreograph war George Balanchine vorgesehen. Allerdings kam es 1942 zur Auflösung der Tanzkompanie, bevor das Stück zur in New York geplanten Aufführung gelangen konnte. Das Ballett selbst hatte daher erst am 19. August 1952 im Teatro Colón, Buenos Aires, Premiere. Interpreten waren das Ballet y Orquesta Estable del Teatro Colón, dirigiert von Juan Emilio Martini und choreographiert von Michel Borowski.
Ginastera hatte allerdings vier Tänze aus dem Werk herausgelöst, die am 12. Mai 1943 in Buenos Aires als Konzertsuite durch das Orquesta Estable del Teatro Colón unter Leitung von Ferrucio Calusio zu einer triumphalen Uraufführung kamen. Während das Ballett selbst kaum auf der Bühne erscheint, wurde die Suite aus Estancia zu einem der meistaufgeführten Werke Ginasteras und insbesondere der letzte Satz, der vom Malambo-Tanz der argentinischen Gauchos inspiriert ist, zu einem der bekanntesten Beiträge der südamerikanischen klassischen Musik insgesamt.

## Besetzung und Aufführungsdauer
Die Ballettmusik Estancia op. 8 von Alberto Ginastera ist folgendermaßen besetzt:
Bariton (Sänger und Sprecher), Piccoloflöte, 1 Flöte (auch Piccolo), 2 Oboen, 2 Klarinetten, 2 Fagotte, 4 Hörner, 2 Trompeten, Pauken, Schlagzeug (5 Spieler: Xylophon, Triangel, Tamburin, Kastagnetten, Becken, Wirbeltrommel, Große Trommel, Kleine Trommel, Tamtam), Klavier und Streicher.
Die Suite op 8A verwendet – unter Verzicht auf den Vokalsolisten – die gleiche Besetzung.
Die Aufführungsdauer des gesamten Balletts beträgt etwa 35 Minuten, diejenige der Suite etwa 12 Minuten.

## Handlung und Musik
Die ursprüngliche Ballett-Komposition besitzt einen Akt, der in fünf Bilder gegliedert ist:
Cuadro I (Szene 1): El amanecer
- I Introducción y escena. Allegro – Andante
- II Pequeña danza I. Allegro – Meno mosso

Cuadro II (Szene 2). La mañana
- III Danza del trigo. Tranquillo – [ ] – Tempo I ma un poco rubato
- IV Los trabajadores agrícolas. Tempo giusto
- V Los peones de hacienda. [ ] – Mosso e ruvido
- VI Los puebleros. [ ]

Cuadro III (Szene 3). La tarde
- VII Triste pampeano. Lento
- VIII La doma. Allegro molto
- IX Idilio crepuscular. Adagio

Cuadro IV (Szene 4). La noche
- X Nocturno. Lento – Più lento – Tempo I – Più lento, quasi larguetto

Cuadro V (Szene 5). El amanecer
- XI Escena. Andantino – Lento
- XII Danza final. Malambo. Allegro – Tempo di malambo

Die Konzertsuite ist viersätzig und besteht aus folgenden Teilen:
- Los trabajadores agrícolas
- Danza del trigo
- Los peones de hacienda
- Danza final. Malambo

Die Handlung des Balletts spielt auf einem Landgut bzw. Rinderfarm (Estancia) in der argentinischen Pampa und schildert die Geschichte eines in die Farmerstochter verliebten jungen Städters. Zunächst bleibt die Liebe unerwidert, da das Mädchen den Städter verglichen mit den unerschrockenen Gauchos für einen Tölpel hält. In der letzten Szene erringt der Held jedoch das Herz des Mädchens, nachdem er die Gauchos in einem traditionellen Wettbewerb auf eigenem Terrain übertrumpft hat.
Ginastera lässt in einzelnen Szenen den Bariton Verse aus dem Volksepos „El Gaucho Martín Fierro“ von José Hernández singen bzw. rezitieren, die dort der Schaffung einer Grundstimmung dienen, während die Handlung des Epos ansonsten keinen Bezug zur Balletthandlung aufweist.
Estancia folgt in einer Bogenform dem Ablauf eines einzigen Tages: Dämmerung, Morgen, Nachmittag, Nacht und erneute Morgendämmerung. Ginastera setzt ein Orchester üblicher Größe (wenn auch mit erweitertem Schlagzeug) ein, die Musik entspricht der Symmetrie der Handlung mit einem Rodeo („La doma“) und abendlicher Romantik („Idilio crepuscular“) als zentralen Ereignissen. Prägendes musikalisches Element ist der im 6/8-Takt stehende Malambo, ein ausschließlich von Männern dargebotener, wetteifernder Tanz der Gauchos, auf dem sechs Episoden der gesamten Partitur basieren. Die beiden das Morgengrauen zeichnenden Szenen verwenden Versionen des gleichen Malambo-basierten Materials, während die zentrale Musiksequenz ein buntes Mosaik aus Tänzen bildet, das Aktivitäten der ländlichen Bevölkerung und Besuchern aus der Stadt schildert.
In der Konzertsuite ist der erste Tanz „Los trabadores agrícolas“ („Die Landarbeiter“) durch pulsierende Rhythmen, farbige Orchestrierung und kühne Harmonien gekennzeichnet. „Danza del Trigo“ („Weizentanz“) vermittelt einen quasi-impressionistischen Eindruck der Weiten der Pampa in der Morgensonne. „Los Peones de hacienda“ („Die Rinderzüchter“) kombiniert Schlagzeug und Blechbläser. „Danza final“ präsentiert den Helden als Teilnehmer eines Tanzturniers mit seinem Sieg über die Gauchos. Ein synkopierter Malambo-Rhythmus wird bis zur Raserei gesteigert, getragen durch ein breites Spektrum von Schlaginstrumenten.